# Crocifisso Dentello
Crocifisso Dentello (Desio, 27 febbraio 1978) è uno scrittore italiano.

## Biografia
Crocifisso Dentello nasce a Desio, in Brianza, nel 1978. Figlio di un muratore e di una casalinga siciliani, non completa gli studi liceali: apprende la letteratura da autodidatta, coltivando tra le sue numerose letture una predilezione per autori come Pier Paolo Pasolini, Giovanni Testori, Franz Kafka.
Notato sui social network dallo scrittore Fernando Coratelli, viene proposto all'editore romano Gaffi, per il quale esordisce nel 2015 (dopo una lunga serie di rifiuti) con il romanzo Finché dura la colpa, coadiuvato anche da Andrea Carraro e Renzo Paris. Diventa un caso editoriale, riscuotendo il parere favorevole di critici come Paolo Di Paolo, Massimo Onofri, Renato Minore e Alessandro Beretta; Andrea Tarabbia lo promuove come "probabilmente l'esordio più atteso dell'anno".
In seguito all'articolo positivo di Paolo Di Paolo viene scoperto da Elisabetta Sgarbi, direttrice de La nave di Teseo: grazie alla mediazione e al sostegno di Benedetta Centovalli, agente letteraria, nel 2017 pubblica per la casa editrice milanese il secondo romanzo La vita sconosciuta, con il quale partecipa al Premio Comisso.
Nel 2020 La nave di Teseo ripubblica in versione ebook il romanzo di esordio, Finché dura la colpa.
Nel marzo 2022 pubblica il terzo libro Tuamore (gioco di parole tra tumore e amore), memoir dedicato alla madre morta di cancro nel novembre 2020 (evento in seguito al quale aveva organizzato una raccolta di libri da donare agli ospedali di Milano).
Il libro riscuote il parere favorevole di diversi scrittori e critici, tra cui Fabrizio Ottaviani, Davide Grittani, Daria Bignardi, Valeria Parrella, Michela Marzano, Rosella Postorino, Teresa Ciabatti, Federico Bonadonna, Paolo Petroni, Enrico Fovanna, Giulia Alberico, Donatella Sasso, Elena Stancanelli, Franz Krauspenhaar e Walter Siti. Il libro è stato ristampato a pochi giorni dalla sua pubblicazione.
Il 15 dicembre 2022 Tuamore viene annunciato nella sestina finalista del Premio Wondy per la letteratura resiliente.
Il 9 aprile 2024 esce per La nave di Teseo Scuola di solitudine, narrazione autobiografica della propria infanzia e adolescenza.
Ha scritto per l'inserto milanese de la Repubblica e attualmente collabora con la sezione culturale de il Fatto Quotidiano.

## Opere
- Finché dura la colpa, Roma, Gaffi, 2015. ISBN 978-88-616-5166-1. 
  - 2ª edizione: Milano, La nave di Teseo, 2020. ISBN 978-88-346-0390-1.
- La vita sconosciuta, Milano, La nave di Teseo, 2017. ISBN 978-88-934-4134-6.
- Tuamore, Milano, La nave di Teseo, 2022. ISBN 978-88-346-0709-1.
- Scuola di solitudine, Milano, La nave di Teseo, 2024. ISBN 978-88-346-1720-5.